# شهرستان المونت، میشیگان
شهرستان المونت، میشیگان (به انگلیسی: Almont Township, Michigan) یک منطقهٔ مسکونی در ایالات متحده آمریکا است که در میشیگان واقع شده‌است.

## خصوصیات
شهرستان المونت ۹۶٫۰ کیلومترمربع مساحت و ۶٬۰۴۱ نفر جمعیت دارد و ۲۵۶ متر بالاتر از سطح دریا واقع شده‌است.